# Prades (Tarn)
Prades ist eine französische Gemeinde mit 118 Einwohnern (Stand: 1. Januar 2022) im Département Tarn in der Region Okzitanien. Sie gehört zum Kanton Plaine de l’Agoût und zum Arrondissement Castres. 
Sie grenzt im Nordwesten an Magrin und Teyssode, im Norden an Saint-Paul-Cap-de-Joux, im Osten und im Süden an Puylaurens und im Westen an Bertre.

## Bevölkerungsentwicklung
| Jahr      | 1962 | 1968 | 1975 | 1982 | 1990 | 1999 | 2008 | 2015 |
| --------- | ---- | ---- | ---- | ---- | ---- | ---- | ---- | ---- |
| Einwohner | 167  | 139  | 142  | 108  | 122  | 119  | 139  | 132  |

## Sehenswürdigkeiten
- Schloss
- Gotische Kirche mit zwei dazugehörigen Kapellen